# Lindsaea borneensis
Lindsaea borneensis là một loài dương xỉ trong họ Lindsaeaceae. Loài này được Hook. ex Baker mô tả khoa học đầu tiên năm 1867.
Danh pháp khoa học của loài này chưa được làm sáng tỏ. 